# Linognathus brevicornis
Linognathus brevicornis – gatunek wszy należący do rodziny Linognathidae, pasożytujący na żyrafie (Giraffa camelopardalis). Powoduje chorobę wszawicę. 
Samica 2,2 - 2,25 mm. Są silnie spłaszczona grzbietowo-brzusznie. Samica składa  jaja zwane gnidami, które są mocowane specjalnym "cementem" u nasady włosa. Rozwój osobniczy trwa po wykluciu się z jaja około 14 dni. Występuje na terenie Afryki w Kenii.